# Háje (stanice metra)
Háje (zkratka HA) jsou stanice metra nacházející se na trase C (úsek II.C) v Praze na sídlišti s názvem Jižní Město, největším panelovém sídlišti v zemi, v katastrálním území Háje. Pod názvem Kosmonautů byla otevřena koncem roku 1980. Uvažovalo se o označení Opatov. Užilo se až později pro stanici Družby, které byla po revoluci přejmenována právě na Opatov.

## Charakteristika stanice
Stanice Háje je hloubená, založená v jámě a dlouhodobě koncová stanice na trase C. Konstrukce je monolitická, železobetonová. Je dlouhá 515 m (včetně dvou obratových a dvou odstavných kolejí) a je 11 m pod povrchem náměstí Kosmonautů. Má dva vestibuly – západní, spojený s nástupištěm pevným schodištěm, a východní, z něhož vedou k nástupišti tři eskalátory. Nástupiště stanice je za kolejištěm obloženo mramorovými deskami stejně jako všechny ostatní tehdejší stanice trasy C. Pro symbolické sjednocení s trasou A zde bylo navíc použito několik hnědých hliníkových eloxovaných výlisků jako na trase A.
Tato stanice je koncipována jako dlouhodobě koncová. Za stanicí a obratovými kolejemi jsou technologické prostory, které dříve sloužily kromě vlakových čet také pracovníkům údržby vozů. Byla zde zřízena tzv. Stanice provozního ošetření (SPO). Probíhaly zde za provozu základní prohlídky souprav metra. Tyto prohlídky probíhaly vždy na jedné z obratových kolejí. V dnešní době prostory slouží převážně pro vlakové čety (nástupní místo). Výstavba stanice během konce 70. let stála 338 milionů korun. V roce 1987 došlo v prostoru odstavných kolejí k požáru, při kterém však nikdo nebyl zraněn.

## Okolí stanice

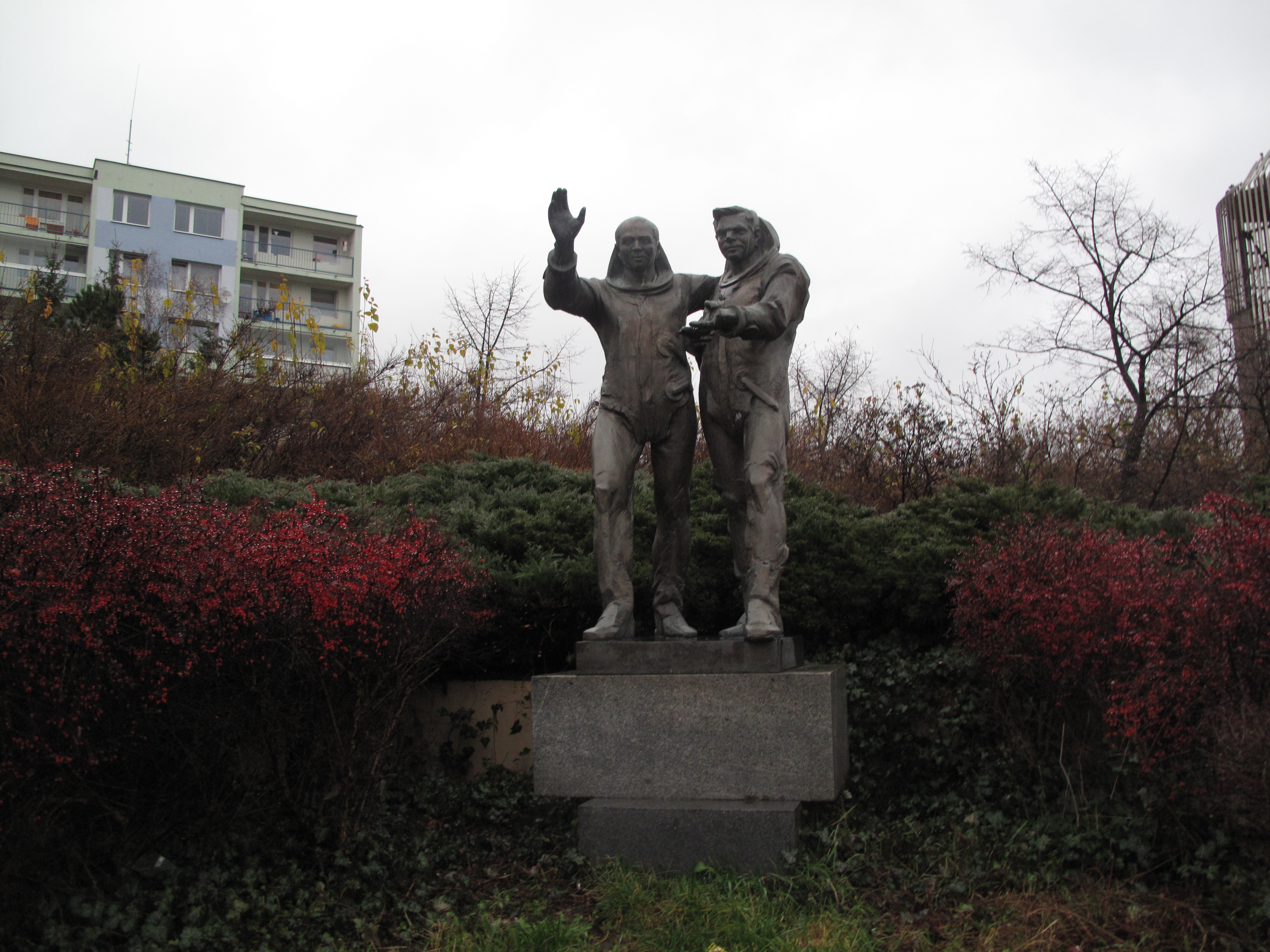
Sousoší kosmonautů (Vladimír Remek a Alexej Gubarev) u stanice metra Háje

U západního vestibulu se nachází terminál autobusů městské hromadné plochy s odstavnou plochou, který slouží i jako obratiště linek, které zde končí. Od 14. prosince 2008 zde končí i příměstské linky PID směrem na Černokostelecko, které původně končily u stanice metra Depo Hostivař v Malešicích; tato změna i způsob jejího zdůvodnění byly hojně kritizovány. K přestupu do stanice metra západním vestibulem slouží též jeden směr zastávky Modrá škola.
Název stanice připomíná také Sousoší kosmonautů od sochaře Jana Bartoše nacházející se poblíž autobusového terminálu na Hájích a západního výlezu metra. Symbolizuje kosmonauty Vladimíra Remka a Alexeje Gubareva. Sousoší tu stojí proto, že v době, kdy letěli na svou misi, byla tato stanice dokončována.
Východní vestibul je nadzemní, nad úrovní okolního terénu, a bezprostředně na něj navazuje tzv. pochozí obchodní zóna – nákupní areál, který vede až k zastávce Horčičkova. V sousedství východního vestibulu se nacházelo také multikino Cinema City Galaxie, od roku 2019 trvale uzavřeno. Z úrovně vestibulu a obchodní zóny vede pěší lávka přes Opatovskou ulici k věžovému panelovému domu v Bajkonurské ulici (tzv. Bajkonur) a k zastávce autobusů směrem k zastávce Horčičkova. Dům „Bajkonur“ původně měl z východní strany vybudované vstupní dveře plánované jako hlavní vchod ve 2. (?) patře, v této úrovni byly i poštovní schránky pro všechny byty a jedno rameno lávky mělo vést přímo k tomuto vchodu. Od záměru bylo však upuštěno a vchod zrušen a nahrazen okny.
V blízkosti stanice metra Háje stojí hlavní dominanta sídliště Háje i celého Jižního Města, ubytovna Kupa, dvojice panelových výškových domů spojená u vrcholu mostním přechodem.

### Obchodní zóna
Městská část Praha 11 již několik let před rokem 2010 usilovala o rekonstrukci pochozí obchodní zóny u východního vestibulu, avšak přípravu zdržely roztříštěné a sporné majetkové vztahy k pozemkům. V květnu 2009 představila společnost Melit městskému zastupitelstvu vizi přestavby komplexu, a to výstavbou čtyř dvanáctipatrových domů s překlenutím Opatovské ulice nebo s úpravou nákupní zóny na zeleň. V dubnu 2010 informovala společnost Melit o svém záměru vybudovat nad stanicí metra, na místě nynějšího východního vestibulu stanice a navazující pochozí obchodní zóny, komplex administrativních, komerčních a obytných budov, jehož součástí má být i 120 m vysoký 31podlažní mrakodrap, který by tak byl nejvyšší budovou v Praze. Komplex by podle návrhu zahrnoval obchodní centrum, dvojici administrativních budov, bytový dům, tři podzemní parkoviště s kapacitou asi 1600 míst a ve středu komplexu by se nacházelo zčásti zastřešené náměstí. Jeden z domů, 16podlažní, má podle vizualice překlenout Opatovskou ulici v místě nynější lávky. Komplex byl prezentován pod názvem Porto Háje. Podle záměrů investora by celý komplex měl být vybudován v letech 2013–2015. Žádný orgán městské části zatím výstavbu neschválil, proti záměru protestovali někteří návštěvníci prezentace v Komunitním centru Matky Terezy i bývalá starostka Marta Šorfová.

## Další fotografie

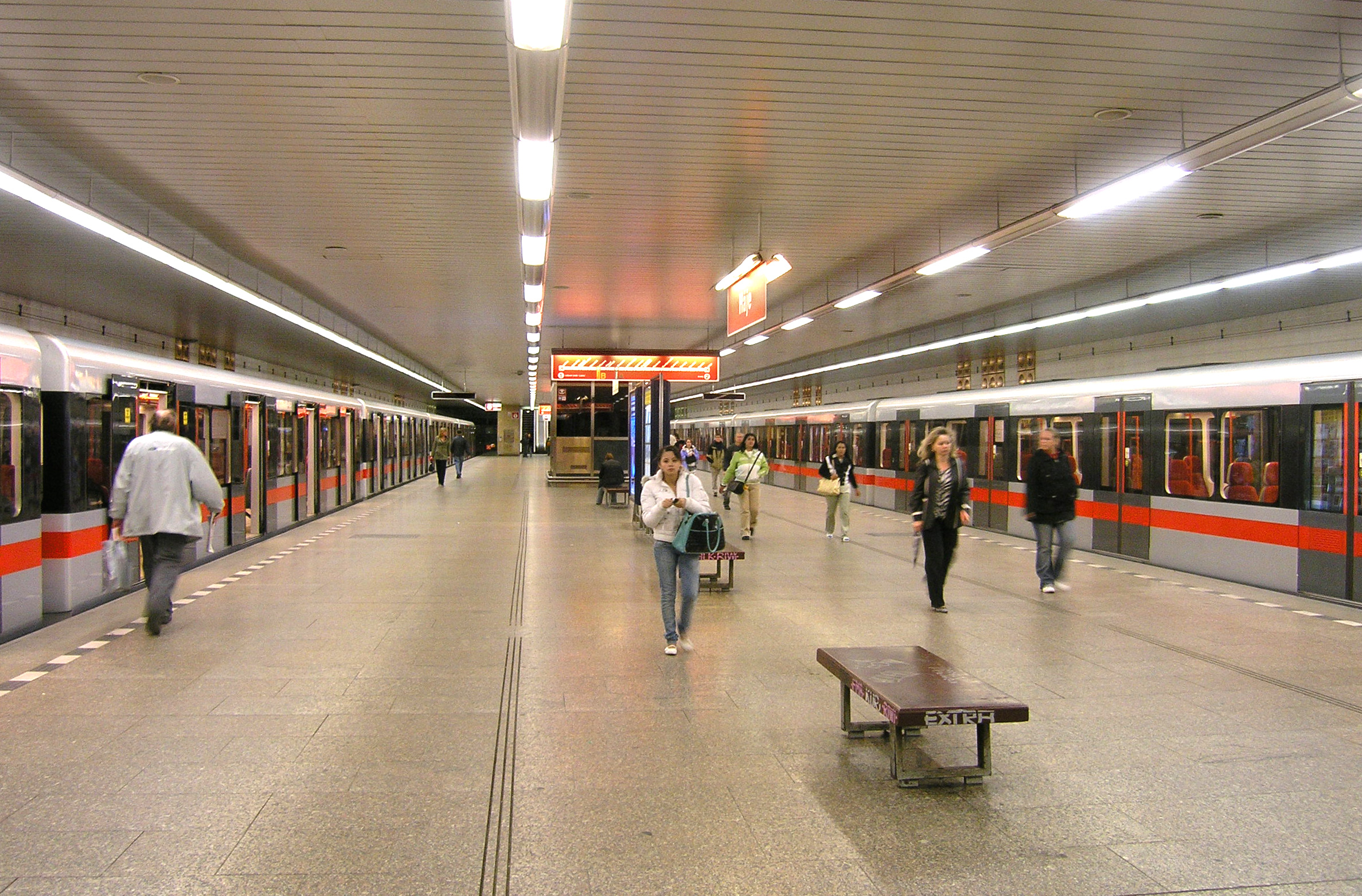
Nástupiště
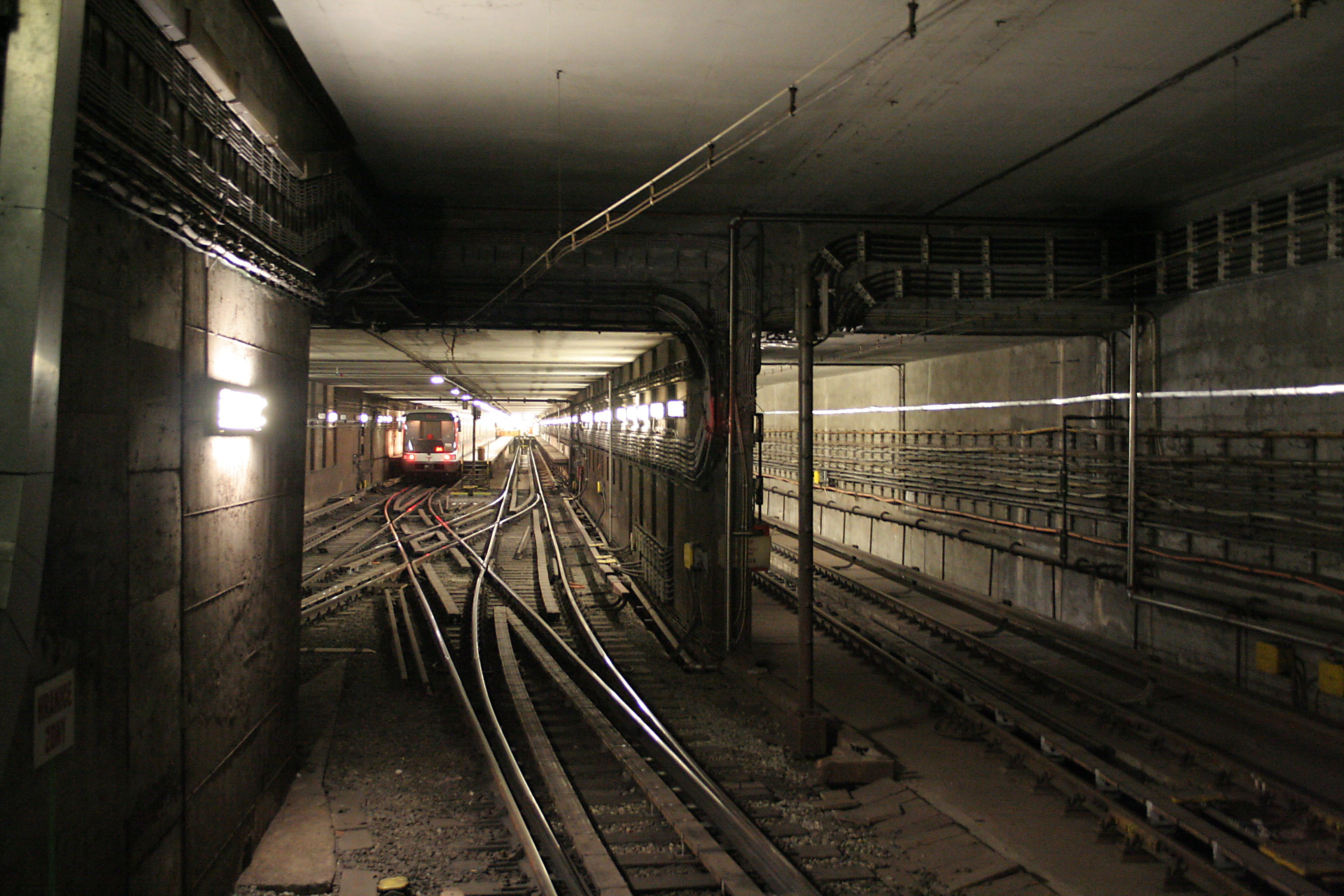
Obratové koleje za stanicí
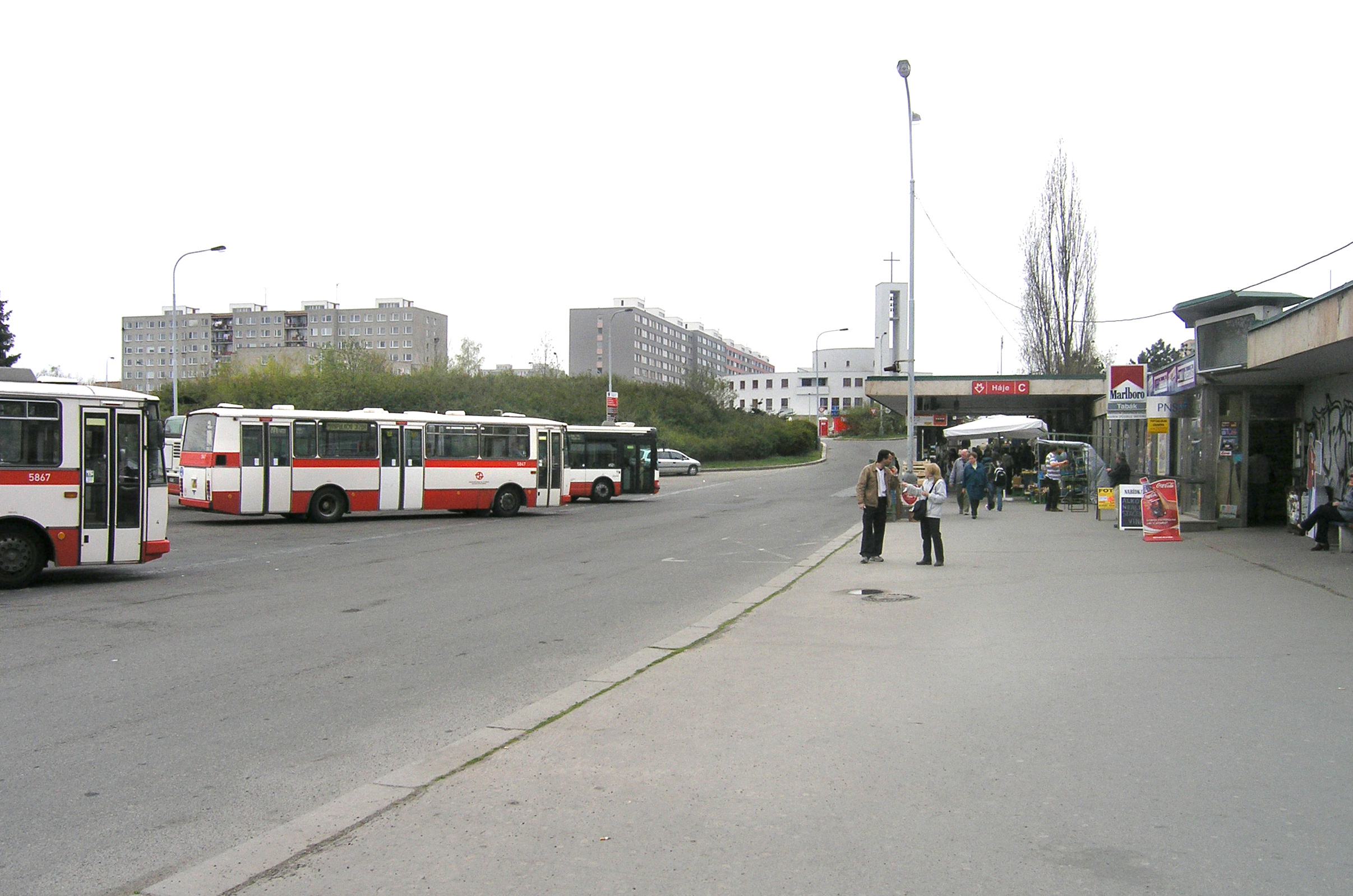
Konečná autobusů u západního vestibulu
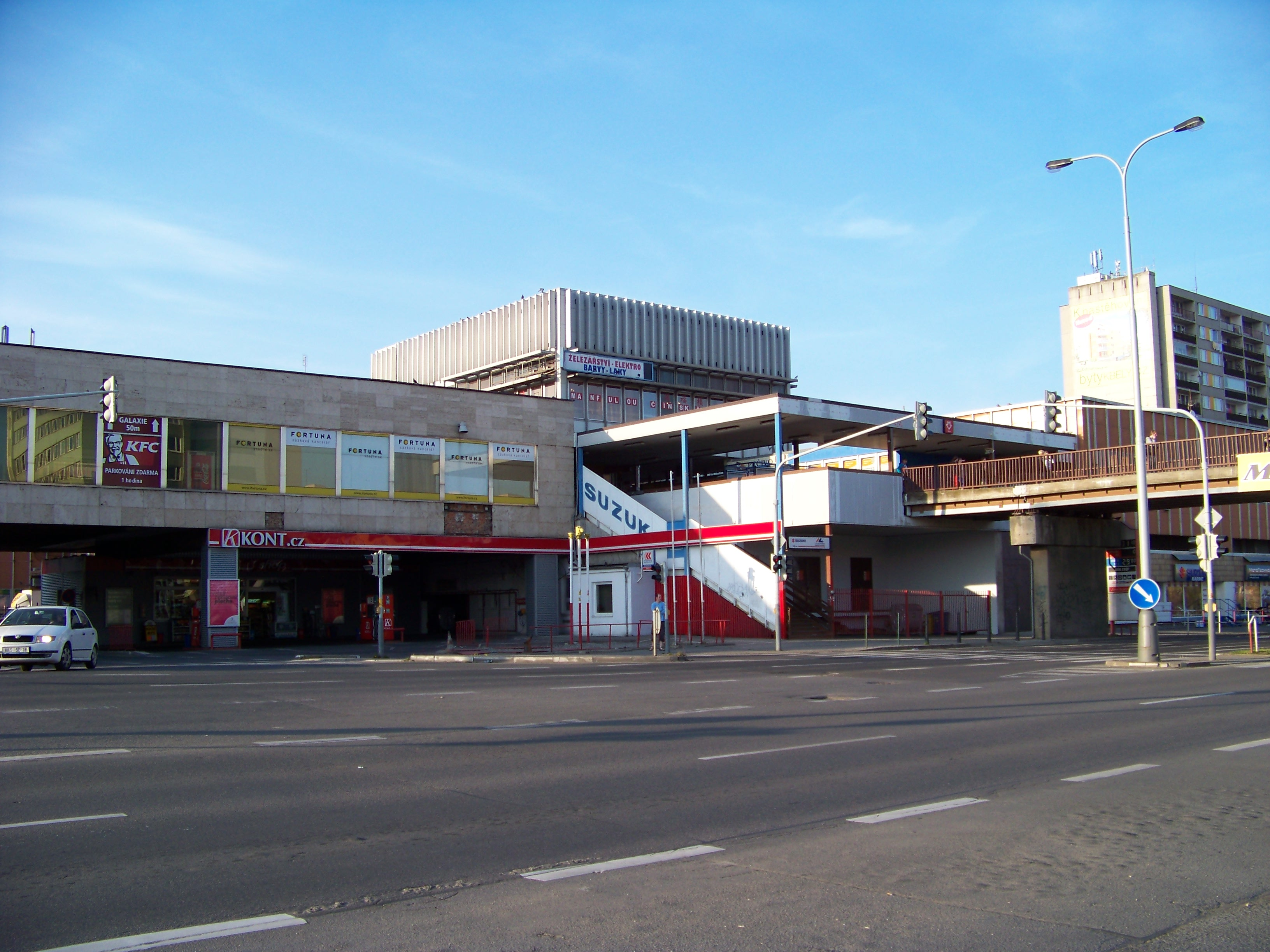
Východní vestibul (vlevo)